# Béla Wenckheim

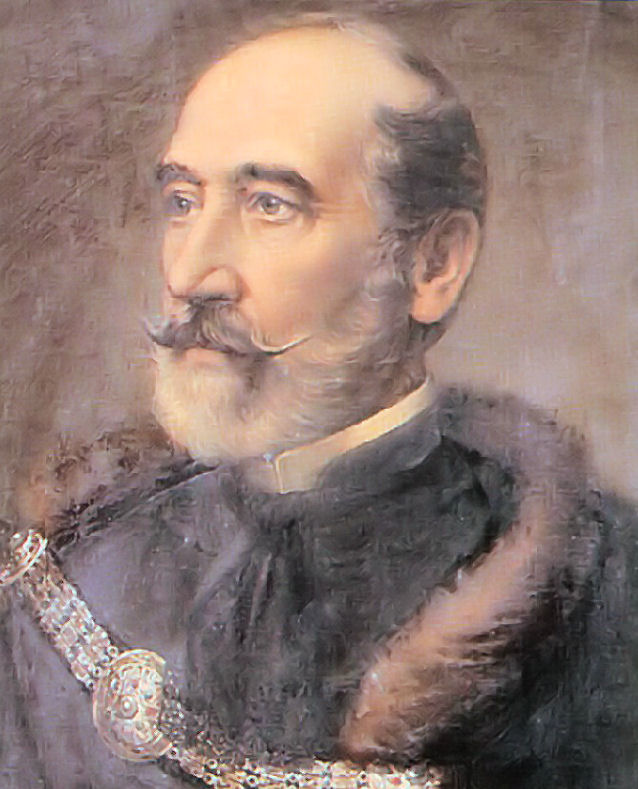
Béla Wenckheim

Baron Béla Wenckheim (Körösladány, 16 februari 1811 – Boedapest, 7 juli 1879) was een Hongaars politicus en diende als premier van Hongarije voor enkele maanden in het jaar 1875.

## Biografie
Wenckheim stamde uit de Hongaarse tak van het Frankische adelsgeslacht Wenckheim. In het jaar 1837 werd hij onder-ispán van het comitaat Békés. In 1839 werd hij lid van de Hongaarse Landdag en in 1848 opper-ispán en obersthofmeister (hoofd van het huishouden) aan het hof van Stefan van Oostenrijk, de  Palatijn (onderkoning) van Hongarije. Omwille van zijn deelname aan de Hongaarse Revolutie van 1848 moest hij het land verlaten en kon hij pas na amnestie in 1860 naar Hongarije terugkeren.
Nadien sloot hij zich aan bij de partij van Ferenc Deák. Hij oefende enkele lokale ambten uit en na de Ausgleich in 1867 werd hij minister van Binnenlandse Zaken in de regering van graaf Andrássy. Tijdens zijn korte ambtstermijn als overgangspremier in 1875, keerde hij zich voornamelijk tegen het opkomende antisemitisme, dat zich vooral richtte tegen joden die uit Galicië waren geïmmigreerd.
Onder zijn opvolger Kálmán Tisza vulde hij opnieuw de post van minister van Binnenlandse Zaken in. Wenckheim stierf in 1879, nadat hij twaalf jaar lang ononderbroken deel uitmaakte van zes verschillende regeringen.